# Палац Скібнєвських у Голозубинцях
Палац Скібнєвських — пам'ятка архітектури, яка знаходиться в селі Голозубинці Дунаєвецької міської громади Кам'янець-Подільського району Хмельницької області.

## Історія
Ймовірно, наприкінці 1870-х років Віктор Зигмунд Скібнєвський зводить на вершині гори над Голозубинцями невеликий маєток. Будівництво спочатку задумувалося у стилі класицизму (проєкт Томаша Оскара Сосновського).
Три ризаліти на центральному фасаді, від найменшого до найбільшого, збереглися до наших днів майже без змін. Як колись, так і тепер споруда була потинькована. Відомо, що на час побудови споруди парковий фасад мав мати великий балкон з балюстрадою.

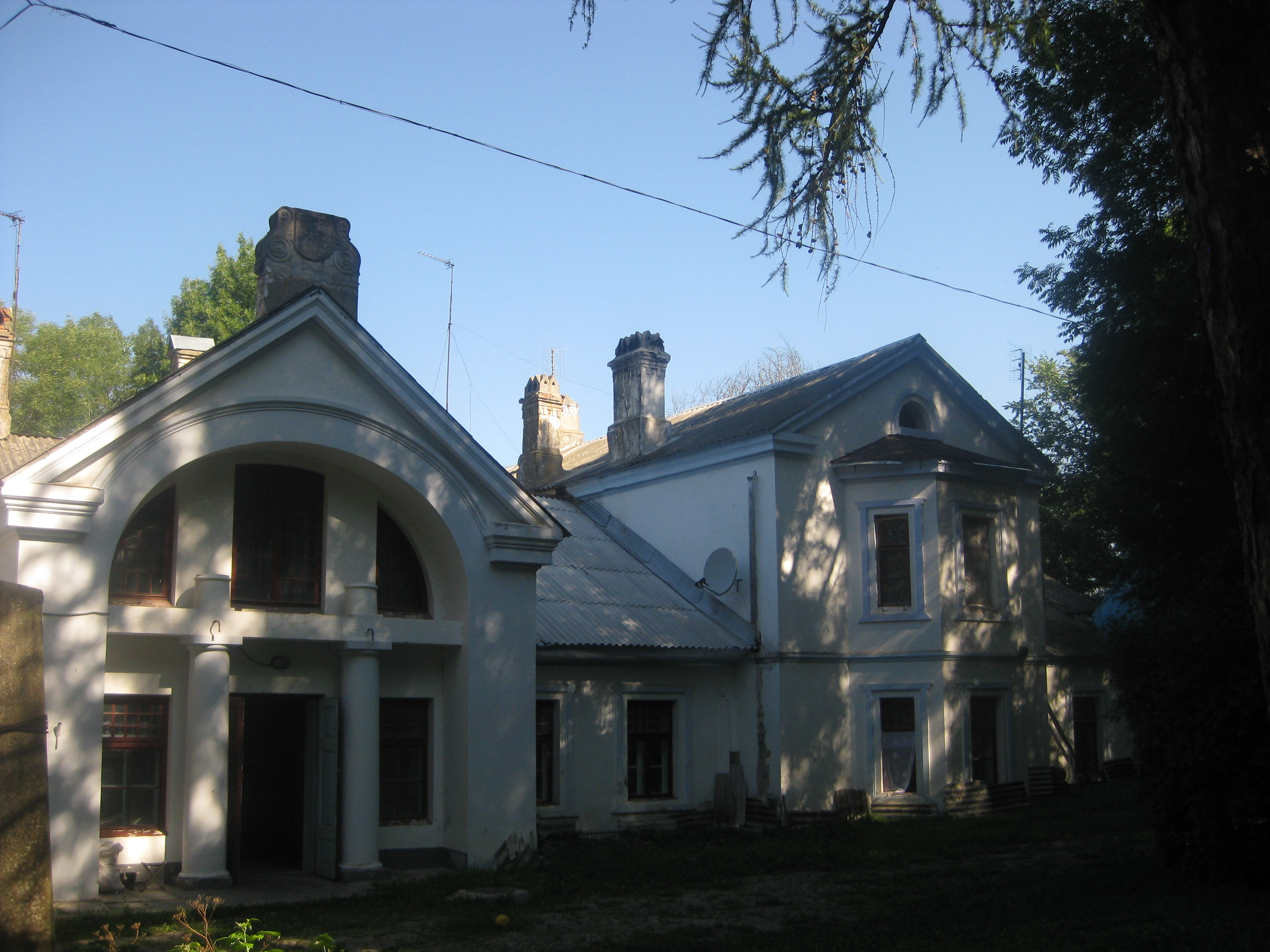
Палац Скибневських

Наприкінці XIX — на початку ХХ століття голозубинський палац було значно розширено. Проєкт реконструкції розробив маловідомий барон Горох (Horoch). Тоді дещо було підвищено центральний ризаліт, а над портиком влаштовано напівкруглу лоджію.
А. Урбанський згадує, що «в палаці було чимало гарних старих картин голландської школи, а також палісандрових меблів». Були тут і ескізи до «Berezyny» Войцеха Коссака, а також родинні портрети Скібнєвських та Богданів (з цього роду походила дружина Віктора Зигмунда Скібнєвського Леопольдина). В окремій залі зберігався турецький намет, який Віктор Станіслав привіз з подорожі до Аравії. В бібліотеці зберігалися рідкісні книги з філософії та психології, а також родинний архів за кілька століть.
Після революції 1917 року в палаці Скібневських  розташовувався ветеринарний технікум. З 1956 року й до сьогодні будівля використовується для потреб закладів охорони здоров’я.